# البلقاسي
ويلقب بالزواويّ أيضًا، واسمه أحمد بن سليمان بن نصرلله. كان قويّ الحافظة، كثير الاشتغال، برع في علوم كثيرة منها الحساب والهيئة والهندسة وتوفي سنة 852 هـ. ذكره السخاوي في الضوء اللامع، 57 ولكن لم يذكر أنه كان متميّزًا بالهندسة.